# Amar Sindhu

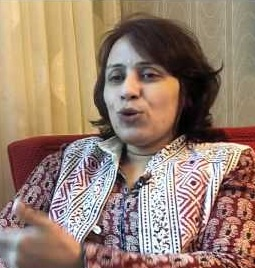
Amar Sindhu 2013

Amar Sindhu (Sindhi: امر سنڌو) (geboren 28. August 1968 in Dodo Khan Leghari bei Mirpur Khas als Salma Leghari Baloch) ist eine pakistanische Autorin, Professorin und Menschenrechtsaktivistin, die ihre Texte in der Sprache Sindhi verfasst.

## Leben und Werk
Amar Sindhu ist als Professorin an der Universität von Sindh in Jamshoro tätig. Sie hat dort den Lehrstuhl für Philosophie inne. Sie gilt als eine der führenden Feministinnen in der Provinz Sindh und ist aktives Mitglied des Women Action Forums. Ihr soziales Engagement gilt neben den Frauen allen unterprivilegierten Gruppen. Amar Sindhu versteht sich als Sozialistin. In der Zeitschrift Adrish, bei der sie als Mitherausgeberin fungiert, werden Texte zu politischen, sozialen und kulturellen Themen gedruckt.
Für ihren Einsatz für Menschenrechte ist Amar Sindhu in Pakistan bereits tätlich angegriffen worden. Am 10. Juli 2012 wurde sie verletzt, als ihr Auto beschossen wurde.
Auch in ihrem poetischen Schreiben gilt Amar Sindhu als revolutionär und widerständig. Ihre Autorenkollegin Fehmida Riaz bezeichnete ihre Gedichte als Hoffnung für die Jugend.
In Deutschland wurde Amar Sindhu vor allem durch ihre Beteiligung an dem Projekt Poets translating Poets des Goethe-Instituts bekannt. Gedichte von ihr wurde in diesem Rahmen von Daniela Danz ins Deutsche übertragen. Beide Dichterinnen traten im Juni 2016 auf dem Poesiefestival Berlin auf und stellten die Texte gemeinsam bei einer Lesung vor. Bei ihrer Lesereise durch Deutschland im Rahmen des Projekts trat Amar Sindhu auch im Lyrik Kabinett in München und in den Räumen der Theaterwerkstatt Heidelberg auf.
Amar Sindhu schreibt eine Kolumne für die englischsprachige Tageszeitung Dawn in Pakistan und betreibt ein Literaturcafé in Hyderabad.